# Tabarly
Tabarly  è un documentario del 2008 diretto da Pierre Marcel. Attraverso materiali e filmati d'archivio, il film ricostruisce la vita e la carriera del famoso navigatore francese Éric Tabarly, morto nel mare d'Irlanda nel giugno 1998. Vi appare anche Alain Colas, uno yachtsman francese che acquistò il Pen Duick IV di Tabarly, ribattezzandolo Manureva, un trimarano con il quale vinse la regata transatlantica in solitario del 1972. Colas morì in mare, affondando con il suo yacht nel 1978.

## Produzione
Il film è stato prodotto da Nicolas Dumont e Jacques Perrin per la Galatée Films e l'Institut National de l'Audiovisuel (INA) e girato in Bretagna, la terra natale di Tabarly.

## Distribuzione
Il documentario, della durata di novanta minuti, fu distribuito in Francia l'11 giugno 2008 dalla Pathé.